# Улица Маза Вальню
Улица Ма́за Ва́льню (латыш. Mazā Vaļņu iela, историческое русское название Малая Крепостная улица) — бывшая короткая улица в Риге, в историческом районе Старая Рига. Располагалась между улицей Вальню и улицей Рихарда Вагнера. Длина улицы — 30 м. В настоящее время официально не существует (считается безымянным ответвлением улицы Вальню).

## История
Впервые упоминается в документах в XVIII веке. Соединяла улицу Лиела (Большая) Вальню с улицей Кеныню (ныне — Рихарда Вагнера). В 1974 году была закрыта — её присоединили к территории внутреннего двора Рижского центрального универмага (ныне Galerija Centrs). После реконструкции в начале XXI века вновь открыта как пешеходная.